# Provincie Huelva
Provincie Huelva (španělsky Provincia de Huelva, adjektivum onubense) je jednou z osmi provincií Andalusie, autonomního společenství na jihu Španělska; zahrnuje území v západním cípu Andalusie na pobřeží Atlantského oceánu. Zdaleka nejvýznamnějším městem je Huelva, kde žije téměř třetina z přibližně 533 tisíc obyvatel provincie.
Sousedí s provincií Sevilla na východě, extremadurskou provincií Badajoz na severu a s Portugalskem (Algarve, Alentejo) na západě. Hranice s Portugalskem je tvořena řekou Guadiana, další větší řek jsou Odiel a Tinto.
Přímořský jih provincie je rovinatý a hustěji osídlený, kdežto sever s pohořím Sierra Morena (okolo 1000 m) je osídlen velmi řídce. V provincii se nacházejí rozsáhlá chráněná území Doñana a Sierra de Aracena.
V hospodářství je důležitý rybolov, pěstování jahod, chemický průmysl a těžba mědi, olova a zinku (v roce 1873 zde vznikla těžařská korporace Rio Tinto Group). V roce 1998 došlo při úniku jedovatých látek z dolů do parku Doñana k závažné ekologické havárii.

## Znak provincie
Znak se podstatně liší od znaku města a neshrnuje ani znaky dalších sídel provincie; přesto je na dvou štítech, takže připomíná alianční erb. V pravém modrém štítu je zlaté opevnění s černou branou a okny, se třemi věžemi (jedna má hranatou nadstavbu). Ve zlatém lemu štítu je nápis černými literami. "PORTUS MARIS ET TERRE CUSTODIA". V levém štítě jsou v modrém tři stříbrné lodi černě stínované mezi dvěma zlatými glóby s černými poledníky a rovnoběžkami, které vynikají z pravého a levého boku. Lem je zlatý, částečně (!) s černými paprsky. Pod štíty je [vpravo] zlatá Merkurova okřídlená hůl se dvěma černými hady, [vlevo] roh hojnosti, z nějž se sypou zelené ratolesti. Celek je lemován zeleným věncem a černě tence vrouben. Na každém štítu je po straně zelené vavřínová větvička a štít je převýšen uzavřenou královskou korunou.
Schváleno resolucí Dirección General de Administración Local z 5. 10. 2010, a zapsáno do rejstříku Registro Andaluz de Entidades Locales.
Dos escudos ovales acolados. El diestro, de azur, un recinto fortificado de oro mamposteado y aclarado de sable donde se aprecia un muro y tres torres nacientes, una de ellas rematada en cuerpo prismático, cubierta de diferentes tamaños. En su bordura de oro aparece, en sable, la inscripción PORTUS MARIS ET TERRE CUSTODIA; el siniestro, de azur, tres naves ordenadas, de plata, sombreadas de sable, entre dos globos terráqueos de oro, con paralelos y meridianos de sable nacientes de los flancos. Bordura de oro parcialmente rayada en sable. En punta, al exterior, en oro, el báculo alado de Mercurio, con sus dos sierpes en sable y la cornucopia, rematada en ramas de sinople, ambos sombreados de sable. Sobre los óvalos, al exterior, ramas de laurel en sinople. Al timbre, dos coronas reales cerradas.
Před rokem 2010 byl nápis i na druhém štítě (dvě data - "12 de octubre. 1492. 3 de agosto") namísto paprsků, lem byl stříbrný a nad oběma štíty byla otevřená královská koruna.

## Obyvatelstvo a sídla
| Nº | Obce nad 10 000 obyv.     | Obyvatel (2010) |
| 1  | Huelva                    | 149 310         |
| 2  | Lepe                      | 26 763          |
| 3  | Almonte                   | 22 204          |
| 4  | Isla Cristina             | 21 719          |
| 5  | Ayamonte                  | 20 597          |
| 6  | Moguer                    | 20 040          |
| 7  | Aljaraque                 | 18 443          |
| 8  | Cartaya                   | 18 415          |
| 9  | Punta Umbría              | 14 714          |
| 10 | Bollullos Par del Condado | 13 959          |
| 11 | Valverde del Camino       | 12 746          |
| 12 | Gibraleón                 | 12 392          |
| 13 | La Palma del Condado      | 10 475          |